# Mosunmola Michael
Mosunmola Michael (nacido el 16 de julio de 1992) es educador, emprendedor y fundador de ExcelMind LLC, una entidad de tutoría que prepara a los estudiantes para el éxito académico. 

## Primeros años y carrera
Mosunmola Michael nació y creció en el estado de Lagos, Nigeria, y frecuentó la escuela secundaria Saka Tinubu Memorial High School en el estado de Lagos, entre 2000 y 2006. Después de concluir su año medio, cursó estudios de licenciatura en Ciencias de Economía Doméstica y gestión hotelera en la Universidad de Educação Tai Solarin em Ijebu Ode, estado de Ogun, entre 2008 y 2012.
Michael comenzó a trabajar como asistente de educación en la escuela secundaria anglicana para niñas en Ijebu Ode, estado de Ogun. Más tarde se unió a la Comisión de Servicios Docentes del Estado de Lagos como funcionaria de educación.
En 2020, Michael fundó ExcelMind LLC, una empresa que ofrece servicios de tutoría y preparación de exámenes. ExcelMind admite más de 80 exámenes locales, internacionales y profesionales, ofreciendo una solución integral para estudiantes que buscan el éxito académico y ha obtenido reconocimiento en Nigeria.

## Trabajar
Michael ha escrito dos libros. Éstas incluyen:
- Camino hacia el éxito en los exámenes: 2022.[13]
- De la escuela secundaria a la educación superior: "Alcanza tus sueños a través de los exámenes de acceso a la universidad", 2021.

## Vida personal
Mosunmola Michael es una educadora, empresaria y defensora del éxito académico nigeriana.    

## enlaces externos
- Sitio ExcelMind